# Concejo Municipal de Alajuela
El Concejo Municipal de Alajuela es un órgano deliberativo y máximo órgano jerárquico de la Municipalidad de Alajuela, el segundo municipio más poblado del país y cabecera de la provincia homónima. Constituye el gobierno municipal de la ciudad junto al alcalde, quien es el administrador general del municipio, como indica el artículo 12 del Código Municipal. Sus miembros son todos designados por elección popular.
Entre sus labores está: 

Garantizar tanto la correcta planificación, organización y fiscalización política de la corporación municipal, como el cumplimiento del programa de gobierno inscrito por el/a Alcaldesa para el desarrollo del municipio, por medio de la deliberación en los acuerdos municipales para orientar a la organización a tomar decisiones dirigidas a favorecer el desarrollo, es el principal objetivo que debe llevar a cabo el Concejo Municipal.

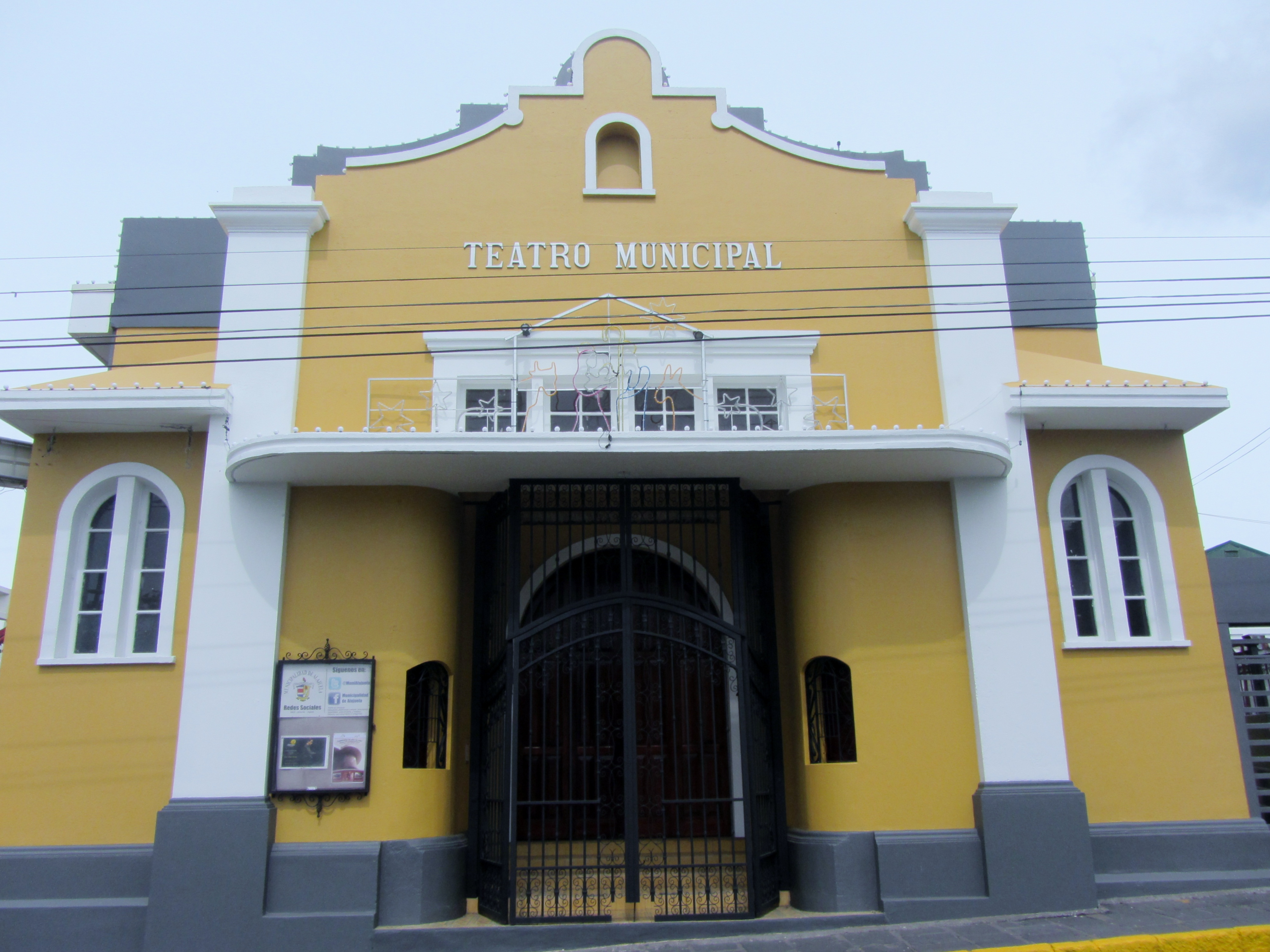
Teatro Municipal de Alajuela

## Historia
El primer Ayuntamiento de Alajuela entró en funcionamiento en 1813 según lo estipulado en la Constitución de Cádiz vigente en el territorio. El barrio La Lajuela fue ascendido a Villa el 18 de diciembre de 1813 con el nombre de Villa Hermosa y luego San Juan Neponuceno de Alajuela, para ser ascencida a ciudad el 20 de noviembre de 1824 con nombre con que se le conoce hasta hoy. El 13 de mayo de 1824 recién independizado el país mediante decreto del gobierno provisional se promulga la Ley de Municipalidades que transforma a Alajuela en Municipalidad.

## Conformación del Concejo
| Partido | Partido                              | Regidores propietarios                                                                                       | Regidores suplentes                                                                                                  |
| ------- | ------------------------------------ | --- | --- |
|         | Partido Liberación Nacional          | Alonso Castillo Blandino María Cecilia Eduarte Segura Gleen Andrés Rojas Morales Mercedes Gutiérrez Carvajal | Sócrates Rojas Hernández Leila Francini Mondragón Solórzano Pablo José Villalobos Argüello María Balkis Lara Cazorla |
|         | Partido Unidad Social Cristiana      | Leslye Rubén Bojorges León Kathia Marcela Guzmán Guillermo Chanto Araya                                      | María Isabel Brenes Ugalde Cristopher Montero Jiménez Ana Patricia Barrantes Mora                                    |
|         | Partido Acción Ciudadana             | Selma Alarcón Fonseca                                                                                        | Leonardo García Molina                                                                                               |
|         | Partido Despertar Alajuelense        | Ana Patricia Guillén Campos                                                                                  | Víctor Alberto Cubero Barrantes                                                                                      |
|         | Partido Republicano Social Cristiano | Germán Vinicio Aguilar Solano                                                                                | Eliécer Solórzano Salas                                                                                              |
|         | Partido Nueva República              | Randall Eduardo Barquero Piedra                                                                              | Diana Isabel Fernández Monge                                                                                         |

## Síndicos
| Distrito     | Propietario                           | Suplente                               | Concejal             |
| ------------ | ------------------------------------- | -------------------------------------- | -------------------- |
| Alajuela     | Jorge Arturo Campos Ugalde (PLN)      | María Elena Segura Eduarte (PLN)       | Kevyn Vargas Artavia |
| San José     | Luis Porfirio Campos Porras (PLN)     | Roxana Guzmán C (PLN)                  |                      |
| Carrizal     | Marvin Alberto Mora Bolaños (PUSC)    | Xinia Rojas Carvajal (PUSC)            |                      |
| San Antonio  | Arístides Montero Corrales (PUSC)     | Raquel María Villalobos Venegas (PDA)  |                      |
| La Guácima   | Ligia María Jiménez Calvo (PLN)       | Álvaro Arroyo Oviedo (PLN)             |                      |
| San Isidro   | Luis Emilio Hernández León (PLN)      | María Luisa Valverde Valverde (PLN)    |                      |
| Sabanilla    | María Alexandra Sibaja Morera (PLN)   | Jorge Antonio Borloz Molina (PLN)      |                      |
| San Rafael   | Marvin Venegas Meléndez (PLN)         | Cristina Alejandra Blanco Brenes (PLN) |                      |
| Río Segundo  | Eder Francisco Hernández Ulloa (PLN)  | Sonia Padilla Salas (PLN)              |                      |
| Desamparados | José Barrantes Sánchez (PLN)          | Cynthia Villalta Alfaro (PLN)          |                      |
| Turrúcares   | Manuel Ángel Madrigal Campos (PDA)    | Ana Lorena Mejía Campos (PDA)          |                      |
| Tambor       | Mario Miranda Huertas (PLN)           | Kattia María López Román (PLN)         |                      |
| La Garita    | María Celina Castrillo González (PLN) | Randall Guillermo Salgado Campos (PLN) |                      |
| Sarapiquí    | Anais Paniagua Sánchez (PLN)          | Donald Morera Esquivel (PLN)           |                      |

## Alcaldía 2020-2024
- Sr. Humberto Soto Herrera, Alcalde (PLN)
- Sra. Sofía González Barquero, Vicealcaldesa
- Sr. Alonso Luna Alfaro, Vicealcalde